# Susumu Hanagata
Susumu Hanagata (jap. 花形 進, Hanagata Susumu; * 21. Januar 1947 in Yokohama, Japan) ist ein ehemaliger japanischer Boxer im Fliegengewicht.

## Profikarriere
Im Jahre 1963 begann er erfolgreich seine Profikarriere. Am 18. Oktober 1974 boxte er gegen Chartchai Chionoi um die WBA-Weltmeisterschaft und gewann durch klassischen K. o. in Runde 6. Diesen Gürtel verlor er allerdings bereits in seiner ersten Titelverteidigung an Erbito Salavarria im April des darauffolgenden Jahres nach Punkten. 
Im Jahre 1976 beendete er seine Karriere.